# Pivovar Svijany
Pivovar Svijany se nachází v obci Svijany nedaleko Turnova, v okrese Liberec. Pivovar byl založen před rokem 1564. Pivovar i obec získal v 17. století do vlastnictví šlechtický rod Valdštejnů. Roku 1998 nově vzniká společnost Pivovar Svijany s.r.o.

## Pivovar
Pivovar Svijany je jeden z nejstarších pivovarů v Česku, protože byl založen už před rokem 1564. Tehdy byl součástí hospodářských základů panství. V roce 1912 byl svým dosavadním nájemcem Antonínem Kratochvílem odkoupen od Rohanů a rodině Kratochvílů patřil až do roku 1939. Vnuk Antonína Kratochvíla byl nucen pivovar prodat a tak se pivovar vrátil jeho původním majitelům, Rohanům. Po roce 1945 byl ale svijanský pivovar konfiskován a znárodněn, aby se stal součástí Severočeských pivovarů n. p.
Z důvodu politických změn v roce 1989 Severočeské pivovary zanikly a svijanský pivovar se stal součástí podniku Pivovary Vratislavice nad Nisou. V roce 1997 se pak stal součástí akciové společnosti Pražské pivovary, která je z většiny majetkem anglické pivovarské společnosti Baas. Kvůli obchodní politice Pražských pivovarů se setkal s odbytovou krizí a hrozilo jeho zavření. Poslední změnou vlastnického uspořádání bylo utvoření společnosti Pivovar Svijany s.r.o. v roce 1998 (po roce 2005 Pivovar Svijany, a.s.). Pivovar pod novým vedením postupně překonal svou odbytovou krizi a stal se na Liberecku a Jablonecku nejsilnější značkou.

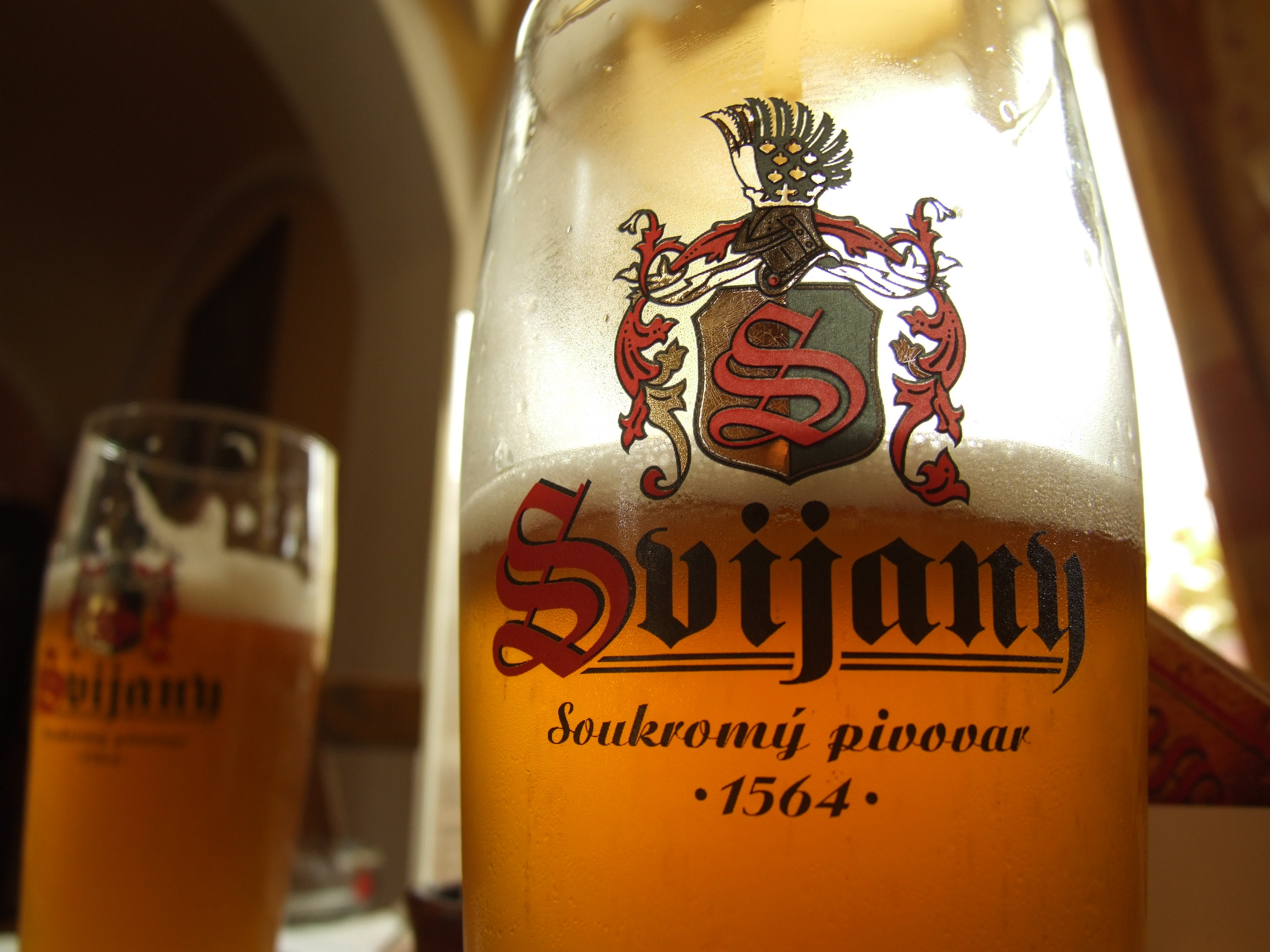
Půllitr s logem pivovaru

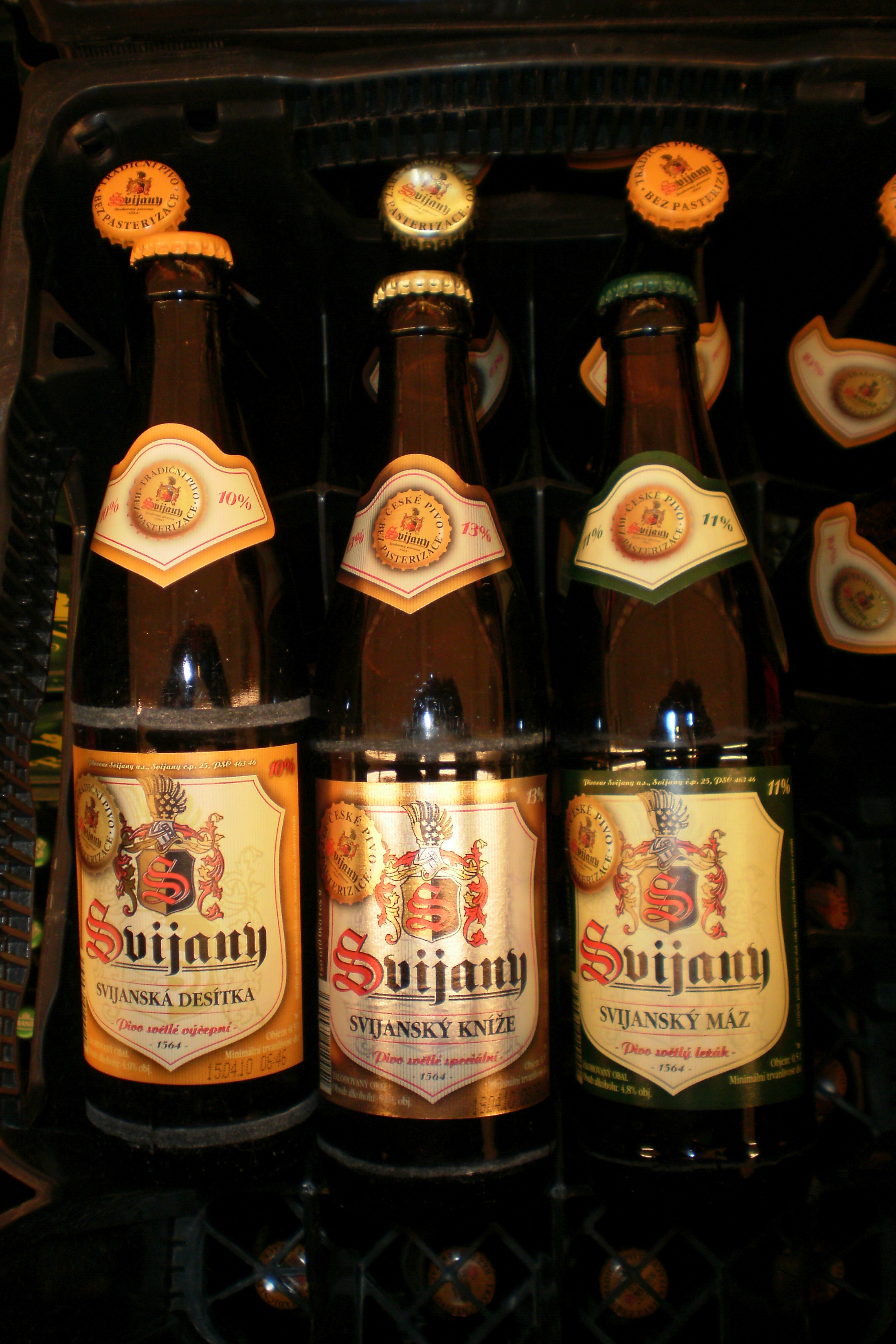
3 značky lahvovaných piv

## Produkty pivovaru
- Zámek 11° - kroužkovaný světlý ležák - výroční ke dni otevření Zámku Svijany - obsah alkoholu 4,8 %
- Prémiový ležák ''450'' - světlý ležák - výroční k 450 letému založení pivovaru - obsah alkoholu 4,6 %
- Svijanská Desítka 10° - světlé výčepní pivo - obsah alkoholu 4 %
- Svijanský Máz 11° - světlý ležák (vlajkový produkt pivovaru) - obsah alkoholu 4,8 %
- Svijanský Fanda 11° - nefiltrovaný řezaný ležák - obsah alkoholu 4,8 %
- Svijanský Rytíř 12° - světlý ležák dochmelovaný za studena - obsah alkoholu 5 %
- Kvasničák 13° - nefiltrované světlé speciální pivo - obsah alkoholu 6 %
- Svijanský Kníže 13° - světlý silnější ležák - obsah alkoholu 5,6 %
- Svijanská Kněžna 13° - tmavé speciální pivo - obsah alkoholu 5,2 %
- Baron 15° - nejsilnější svijanský ležák - obsah alkoholu 6,5 %
- Svijanský Vozka - světlé nealkoholické pivo
- Weizen 12° - světlé pšeničné svrchně kvašené pivo - obsah alkoholu 5 %
- DUX - nepasterizované jantarové pivo - výroční ke Dni českého piva - obsah alkoholu 5,5 %
- Svijany 20° - silné pivo - obsah alkoholu 9,5 %
- Svijanský Vozka - Černý rybíz a limetka - míchaný nápoj z nealkoholického piva.
- ŠLIK - spodně kvašený ležák.
- Yuzu a Bergamot - mix nealkoholického piva Vozka s přírodní štávou citrusu Yuzu.

Svijanské pivo není chemicky ošetřováno[zdroj?] a dodává se na trh nepasterované.

### Suroviny
Svijanské pivo je vařeno ze základních surovin: vody, sladu, chmele, chmelových extraktů a isoextraktu, cukru a kvasnic. Voda, která se používá při vaření svijanského piva odpovídá složením kojenecké vodě. Slad se nakupuje z okolních sladoven a žatecký chmel se pěstuje na vlastních chmelnicích v úštěcké oblasti. Zajímavostí je, že se zde pěstuje nepřešlechtěná odrůda žateckého chmele - Osvaldův klon 72.

### Výroba
Svijanský pivovar produkuje pivo klasickou technologií českého piva plzeňského typu. Všechna svijanská piva jsou vyráběna stejným technologickým postupem, který se nazývá dvourmutový způsob vaření.

### Ocenění
Piva ze Svijanského pivovaru se často umisťují na předních příčkách různých soutěží.

#### Výběr ocenění
- Svijanský Máz 11% – 1. místo – světlý ležák; Pivo roku 2007 České Budějovice
- Svijanská Kněžna 13% – 1. místo Tmavé pivo roku 2007; Sdružení přátel piva
- Svijanský Vozka – Zlatá pivní pečeť; odborná degustace Tábor
- Svijanská Kněžna 13% – 1. místo Pivo České republiky 2006; odborná degustace Č.B.
- Pivovar Svijany – 1. místo Pivovar roku 2006; Sdružení přátel piva
- Petr Menšík, sládek – 2. místo Sládek roku 2005; Sdružení přátel piva
- Svijanská Desítka 10% – Zlatá Korunka 2004; odborná degustace Brno
- Svijanský Kníže 13% – 1. místo Dočesná 2004; odborná degustace Žatec
- Svijanská Kněžna 13% – 1. místo Dočesná 2004; odborná degustace Žatec
- Svijanský Máz 11% – Výrobek Libereckého kraje 2004; KÚ Liberec
- Svijanský rytíř – vítěz testu světlých ležáků (2003); MF Dnes
- Baron 15% – 1. místo Pivo České republiky – světlé speciální (2003); degustace České Budějovice
- Svijanský Máz 11% – Jedenáctka roku (2002); Sdružení přátel piva
- Pivovar Svijany – Pivovar roku 1999; Sdružení přátel piva
- František Horák, ředitel – Pivovarská osobnost roku 1998; Sdružení přátel piva